# Pronoe
Pronoe (in greco antico: Προνόη?, Pronóē) è un personaggio della mitologia greca.

## Genealogia
Figlia di Forbo e di Ifianassa, sposò Etolo e divenne madre di Pleurone e di Calidone.

## Mitologia
Dai nomi dei suoi figli furono chiamate le città in Etolia. 

Da Pleurone viene l'eponimo della città di Pleurone e da Calidone l'omonima Calidone.